# عبدالغنی خان
خان عبدالغنی خان SI (پشتو: خان عبدالغنی خان؛ ح. 1914 - 15 مارس ۱۹۹۶) فیلسوف، شاعر، هنرمند، نویسنده و سیاستمدار پشتون بود. او پسر عبدالغفار خان، فعال برجسته استقلال هند بود. او صاحب لقب «فیلسوف مجنون» و «علم سمندر» بود.

## زندگی
خان در هشت‌نگار در مناطق قبیله ای هند بریتانیا -در یوتزای در ناحیه چارسده، خیبر پختونخوا، پاکستان به دنیا آمد. او پسر عبدالغفار خان، فعال برجسته استقلال هند بود و برادر بزرگتر عبدالولی خان بود. همسر خان، روشن، از خانواده پارسی و دختر نواب رستم جنگ بود.  او برای تحصیل در آکادمی هنر در دانشگاه رابیندرانات تاگور در شانتینکتان رفت و در آنجا علاقه زیادی به نقاشی و مجسمه‌سازی پیدا کرد.